# Melampsora laricis-populina

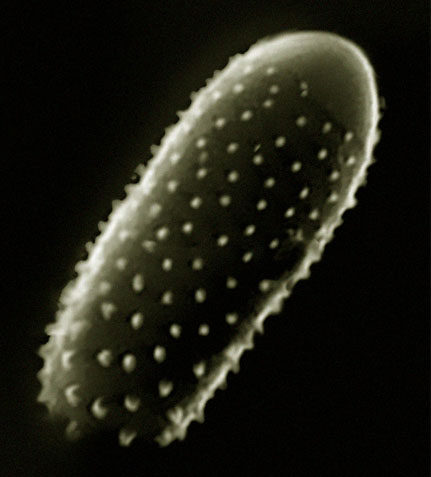
Zarodnik

Melampsora laricis-populina Kleb. – gatunek grzybów z rzędu rdzowców (Pucciniales). U topoli (wraz z Melampsora allii-populina i Melampsora populnea) wywołuje chorobę o nazwie rdza topoli. 

## Systematyka i nazewnictwo
Pozycja w klasyfikacji według Index Fungorum: Melampsora, Melampsoraceae, Pucciniales, Incertae sedis, Pucciniomycetes, Pucciniomycotina, Basidiomycota, Fungi.
Synonimy:
- Melampsora populi (Sowerby) M. Morelet 1985
- Peripherostoma populi (Sowerby) Gray 1821
- Phoma populi (Sowerby) Fr. 1823
- Sphaeria populi Sowerby 1803

## Rozwój
Pasożyt obligatoryjny. Jest też pasożytem dwudomowym, czyli takim, który dla pełnego cyklu rozwojowego potrzebuje dwóch gatunków roślin żywicielskich: część rozwoju odbywa na różnych gatunkach topoli (Populus), a część na modrzewiach (Larix)
Zimuje w postaci grzybni i teliospor na opadłych liściach topoli. Wiosną teliospory kiełkują tworzą podstawki. Na podstawkach wytwarzane są drogą płciową haploidalne bazydiospory dokonujące infekcji na liściach modrzewia. Rozwijają się na nich spermogonia i ecja wytwarzające ecjospory. Rozsiewane przez wiatr ecjospory infekują topole, na których rozwijają się stadia uredinialne i telialne. Przy sprzyjającej pogodzie w czasie sezonu wegetacyjnego powstaje kilka pokoleń urediniospor rozprzestrzeniających chorobę wśród topoli.

## Występowanie i siedlisko
Opisano występowanie tego gatunku tylko w Europie. W Polsce jest pospolity.
Stadia telialne i uredialne występują na topolach. Choroba atakuje wszystkie gatunki i odmiany topoli, ale w różnym stopniu, niektóre są bardziej na nią odporne. Drugim żywicielem są modrzewie.

## Gatunki podobne
Trzy gatunki wywołujące rdzę topoli różnią się od siebie cechami morfologicznymi, mikroskopowymi, oraz gatunkami żywicieli. Różnice morfologiczne i mikroskopowe:
- Melampsora populnea ma urediniospory o długości do 23 μm, telia powstają na dolnej stronie liści topoli
- Melampsora allii-populina. Jej urediniospory mają długość do 40 μm i na szczycie bardzo cienką ścianę. Telia powstają na dolnej stronie liści
- Melampsora laricis-populina ma większe urediniospory – mają długość 27–40 μm oraz na szczycie zgrubiałą ścianę. Telia powstają na górnej stronie liści